# Zoran Ubavič
Zoran Ubavič (* 28. Oktober 1965; † 21. November 2015) war ein jugoslawischer bzw. slowenischer Fußballspieler. Er nahm 1992 am ersten offiziellen Länderspiel der slowenischen Nationalmannschaft teil.

## Sportlicher Werdegang
Ubavič spielte ab 1983 im Erwachsenenbereich für NK Olimpija Ljubljana. Mit dem Klub stieg er 1984 aus der 1. jugoslawische Fußballliga ab, in der Saison 1988/89 gelang ihm mit der Mannschaft der Wiederaufstieg in die höchste jugoslawische Spielklasse. Nach der Unabhängigkeit Sloweniens 1991 spielte er mit dem Klub in der neu gegründeten Slovenska Nogometna Liga. Dort wurde er in der Debütsaison mit 29 Saisontoren Torschützenkönig, damit führte er seine Mannschaft mit sieben Punkten Vorsprung auf den NK Maribor zum Meistertitel. Zudem stellte er mit fünf Toren in einem Spiel einen Rekord für die höchste slowenische Spielklasse auf, der – drei Spielzeiten später von Štefan Škaper egalisiert – über zwei Jahrzehnte Bestand hat. Im Juni 1992 lief er im ersten offiziellen Länderspiel der slowenischen Nationalmannschaft auf, als diese sich 1:1-Unentschieden von Estland trennte. Es blieb sein einziger Länderspieleinsatz. In den folgenden drei Spielzeiten wiederholte er den Meisterschaftsgewinn, 1993 holte die Mannschaft zudem durch einen 2:1-Erfolg über NK Celje durch Tore von Nedeljko Topić und Dejan Djuranović den Landespokal und damit das Double.
1995 wechselte Ubavič zu ND Gorica, auch hier gewann er 1996 den Meistertitel. Unter Trainer Milan Miklavič war er jedoch weitgehend nur zweite Wahl, so dass er 1997 zum Erstligaaufsteiger NK Slavija Vevče weiterzog. Dort blieb er nur eine Spielzeit, nach dem direkten Wiederabstieg wechselte er zum NK Ljubljana. Dort beendete er 2001 seine Profikarriere.
2005 kehrte Ubavič auf den Fußballplatz zurück. Sein ehemaliger Verein NK Olimpija Ljubljana war insolvent geworden und trat neu gegründet unter dem Namen NK Bežigrad in der fünfthöchsten Spielklasse an. Der Klub marschierte in der Folgezeit durch die Ligapyramide und stieg, als Ubavič 2008 seine Karriere endgültig beendete, wieder unter dem alten Namen in die zweithöchste Spielklasse Druga Slovenska Nogometna Liga auf.